# Полетика Іван Андрійович
Полетика (Политика, Політика) Іван Андрійович (1722, сотенне містечко Ромен Лубенського полку, нині: м. Ромни, райцентр Сумської області — 24 квітня 1783, м. Васильків Київського намісництва, тепер райцентр Київської області) — доктор медицини, професор, директор Санкт-Петербурзького генерального сухопутного госпіталю, керівник Васильківського карантину. Брат Григорія Полетики.

## Життєпис
Народився у сім'ї бунчукового товариша Лубенського полку Андрія Полетики. Внук значкового товариша Полтавського полку, вбитого 1709 у Полтавській битві, батько з Полтави переїхав до м. Ромни, війт роменський (1727—1729), значковий товариш Лубенського полку, лубенський полковий комісар (1733), бунчуковий товариш (1749).
Сам протягом 1735-1746 навчався у Києво-Могилянській академії. 1746 власним коштом виїхав до Німеччини, де до 1750 навчався в Кільській медичній академії і був церковнослужителем у російській посольській Катерининській церкві м.Кіль. Повернувшись в Росію в кінці 1750, домігся дозволу Санкт-Петербурзької медичної колеґії на відвідування лекцій і практичних занять в Санкт-Петербурзькій сухопутній госпітальній школі, де його вчителями були проф. Й. Шрайбер, оператор Я. Меллен та доктор Уегербауер. Менше ніж через рік вдруге виїхав за кордон і продовжив навчання спочатку в Кільській медичній академії, а потім (з 1752) на медичному факультеті Лейденського університету (Голландія), де перший з вихованців Києво-Могилянської академії 1754 року захистив докторську дисертацію «Dissertatio medica inauguralis de morbis haerediteris» («Інаугураційна медична дисертація про спадкові хвороби»), зазначивши в ній свою батьківщину «Parva Russia» (Малоросія або Україна).
1754 за наукові заслуги Полетику обрано професором Кільської медичної академії. Обрання стверджене Голштинським герцогом Петром, майбутнім російським імператором Петром ІІІ. Після Ґеорґія Дрогобича (XV ст.) це був другий випадок, коли український вчений очолював кафедру (1754-1756) у західноєвропейському вищому навчальному закладі. Але працював там недовго і, відхиливши досить вигідні пропозиції, з дозволу герцога Петра 1756 повернувся в Санкт-Петербурґ.
Зваживши на наявність професорського звання, отриманого за кордоном, Санкт-Петербурзька медична колеґія визнала можливим зробити для Полетика виняток і замінити обов'язковий іспит для надання права медичної практики в Росії на співбесіду. 13 вересня 1756 у співбесіді брали участь директор Санкт-Петербурзької медичної колеґії П. З. Кондоїді, проф. Й. Шрайбер і лікар флоту Д. П. Синопіус. За результатами бесіди Полетика отримав атестат «доктора и профессора» та право вільної медичної практики в Російській імперії з призначенням молодшим лікарем Санкт-Петербурзького генерального сухопутного госпіталю, а через три тижні — старшим лікарем. На цій посаді Политика перший у Російській державі (не іноземець) очолив провідний госпіталь.
|  | «Это был, — вказує Я. А. Чистович, — человек молодой, энергичный, самолюбивый и крайне упрямый и самонадеянный. Но вместе с тем обширно образованный, честный, не грабившый казны и не наживавшийся за счет госпиталя». |

За короткий час Полетика збудував кілька нових корпусів, заклав ботанічний сад, накреслив деякі зміни в адміністративній і клінічній роботі госпіталю та його школи. Боровся проти застарілих методів лікування та догляду за хворими, домагався розширення прав для лікарів та вихованців школи тощо. Вступив у боротьбу проти казнокрадства в госпіталі з боку високоповажних чиновників та іноземних лікарів. Ця боротьба призвела не лише до розладу стосунків з правлячою верхівкою, але й до усунення Полетики в грудні 1759 з посади старшого лікаря. До жовтня 1763 служив у армії дивізійним лікарем Петербурзької дивізії, але військова кар'єра його не цікавила. Саме на цей період припала здійснена за його ініціативою і з дозволу Санкт-Петербурзької медичної колеґії перша поїздка в Україну з метою добору учнів для госпітальних шкіл з українських навчальних закладів, що фактично поклало початок організованому навчанню української молоді лікарській справі в межах Російської держави. Його переконливий виступ перед студентами КМА щодо користі оволодіння медичною професією призвів до того, що охочих вступити до госпітальних шкіл Москви і Санкт-Петербурґа виявилось набагато більше, ніж передбачалося прийняти. Після індивідуальних бесід та надзвичайно вимогливого іспиту з латинської мови він відібрав 55 студентів КМА. Серед них були Самойлович Данило, А. Італинський, Руцький Ілля, Трохимовський Михайло та ін.. Плекаючи надію створення в Україні медичного наукового осередку, а можливо, і навчального медичного центру, висловив бажання зайняти вільну на той час посаду керівника Васильківського (під Києвом) карантину — першої в Російській державі прикордонної застави з карантинними функціями (засновано 1729), якому віддав останніх 20 років свого життя й діяльності.
Природні риси його характеру, і насамперед чесність і безкомпромісність у виконанні лікарських обов'язків, призвели до сутичок з карантинними чиновниками й службовцями митниці, які, захищаючи себе, звинуватили у хабарництві самого Полетику. Це стало підставою для його звільнення з посади Санкт-Петербурзькою медичною колеґією. Для відновлення свого чесного імені йому знадобилось три роки впертої боротьби. Кінець цьому було покладено спеціальним указом імператриці Катерини ІІ від 23 квітня 1767:
|  | «…онаго доктора Полетику, яко оказавшегося по учиненному над ним следствию по взятках невинным, по-прежнему доктором карантинным при Васильковском форпосте определить и удержанное у него за тринадцять месяцев жалованье выдать сполна из суммы Коллегии медицинской…». |

Як керівник головного в Україні Васильківського карантину багато зробив для становлення карантинної служби, яка набула в межах України певної системи завдяки його філіям (Добрянка, Переяслав, Новоархангельськ, Кременчук, Переволочна, Микитів Перевіз у Запорозькій Січі). На початок вересня 1770 очолювана Полетикою медична бригада встановила на Подолі перші в Києві випадки захворювання на чуму, які переросли в тяжку епідемію. У цей час доклав багато зусиль до налагодження карантинної служби в місті, госпіталізації хворих у Кирилівській лікарні, їх ізоляції на Трухановому острові, працював у тимчасовому чумному госпіталі в приміщенні Кловського палацу. Його будинок на Печерську став своєрідним центром організації боротьби з епідемією чуми, а також осередком медичної громадськості міста. У ньому збиралися С. Митрофанов, Й. Лерхе, лікарі П. Бланк, П. Зимович, І. Яновський, аптекар Ґ. Бунґе та ін.. Квартиру свого «хрещеного батька» відвідував Д. Самойлович, який весною 1771 знаходився проїздом у Києві і з яким вони разом оглядали в Боярці підозрілих на чуму. На жаль, не діставши підтримки з Москви, він не зміг створити в Україні наукового або навчально-медичного центру.
Помер 24 квітня 1783 року у Василькові, де й похований.